# BBC體育

BBC體育前標誌。

BBC體育（BBC Sport）是英國廣播公司的體育節目製作部門。自2006年9月開始，BBC體育開始播出高清電視節目。除了體育節目的直播之外，BBC體育也製作各種體育新聞類的節目。BBC擁有溫布爾登網球公開賽和英國公開賽的轉播權，並且播出奧運會。在足球賽事上，BBC播出世界杯足球賽和英格蘭足總盃的部份賽事，以及英格蘭足球超級聯賽的集錦。

## 外部連結
- BBC SPORT（页面存档备份，存于）